# G
G (wymowa: gie, minuskuła: g) – siódma litera alfabetu łacińskiego, dziesiąta litera alfabetu polskiego.
Wywodzi się z greckiej litery gamma (Γ). Pojawiła się w łacinie klasycznej w IV wieku p.n.e. – wcześniej do oznaczania głoski [ɡ], tak jak [k] używano tej samej litery C. Dodanie do znaku C kreski umożliwiającej powstanie litery G przypisuje się Appiuszowi Klaudiuszowi Cenzorowi (312 r. p.n.e.). Współcześnie używana jest najczęściej do oznaczania głoski [ɡ], ale w zależności od języka przed e lub i może też oznaczać np. [ʤ], [ʒ], [j],[x] lub [h]. W języku samoańskim oznacza dźwięk /ŋ/.

## Grafemy i symbole oparte na G
| Niektóre litery diakrytyzowane i ligatury | Niektóre litery diakrytyzowane i ligatury | Niektóre litery diakrytyzowane i ligatury | Niektóre litery diakrytyzowane i ligatury | Niektóre litery diakrytyzowane i ligatury | Niektóre litery diakrytyzowane i ligatury | Niektóre litery diakrytyzowane i ligatury | Niektóre litery diakrytyzowane i ligatury | Niektóre litery diakrytyzowane i ligatury | Niektóre litery diakrytyzowane i ligatury | Niektóre litery diakrytyzowane i ligatury |
| ----------------------------------------- | ----------------------------------------- | ----------------------------------------- | ----------------------------------------- | ----------------------------------------- | ----------------------------------------- | ----------------------------------------- | ----------------------------------------- | ----------------------------------------- | ----------------------------------------- | ----------------------------------------- |
| Ǵǵ                                        | Ğğ                                        | Ĝĝ                                        | Ǧǧ                                        | Ġġ                                        | G̃g̃                                        | Ģģ                                        | Ḡḡ                                        | Ǥǥ                                        | Ꞡꞡ                                        | Ɠɠ                                        |
| Znaki alfabetów fonetycznych              |                                           |                                           |                                           |                                           |                                           |                                           |                                           |                                           |                                           |                                           |
| ɢ                                         | ʛ                                         | ꬶ                                         |                                           |                                           |                                           |                                           |                                           |                                           |                                           |                                           |
| Symbole i skróty                          |                                           |                                           |                                           |                                           |                                           |                                           |                                           |                                           |                                           |                                           |
| ₲                                         |                                           |                                           |                                           |                                           |                                           |                                           |                                           |                                           |                                           |                                           |

## Inne reprezentacje
| Sygnalizacja                            | Sygnalizacja       | Sygnalizacja | Język migowy | Język migowy | Język migowy | Alfabet Braille’a |
| flaga Międzynarodowego Kodu Sygnałowego | Alfabet semaforowy | Kod Morse’a  | francuski    | kanadyjski   | polski       | Alfabet Braille’a |
| --------------------------------------- | ------------------ | ------------ | ------------ | ------------ | ------------ | ----------------- |
|                                         |                    | Gⓘ           |              |              | i            |                   |

## Kodowanie
| Znak                   | G                      | G                      | g                    | g                    |
| ---------------------- | ---------------------- | ---------------------- | -------------------- | -------------------- |
| Nazwa w Unikodzie      | Latin Capital Letter G | Latin Capital Letter G | Latin Small Letter G | Latin Small Letter G |
| Kodowanie              | dziesiątkowo           | szesnastkowo           | dziesiątkowo         | szesnastkowo         |
| Unicode                | 71                     | U+0047                 | 103                  | U+0067               |
| UTF-8                  | 71                     | 47                     | 103                  | 67                   |
| Odwołania znakowe SGML | &#71;                  | &#x0047;               | &#103;               | &#x0067;             |
| ASCII                  | 71                     | 47                     | 103                  | 67                   |
| EBCDIC                 | 200                    | C8                     | 135                  | 87                   |

1. ↑  W tym pochodne ASCII, takie jak DOS, Windows, ISO-8859 i Macintosh.